# Kinder der Landstrasse (Film)
Der Kinospielfilm Kinder der Landstrasse stellt das Schicksal einer jenischen Familie in der Schweiz nach Beginn des Zweiten Weltkriegs und in der Nachkriegszeit dar. Die Geschichte basiert auf den Erlebnissen vieler Jenischer, die mit dem auf «rassenhygienischen» Grundsätzen basierenden Tun des Hilfswerks Kinder der Landstrasse konfrontiert waren. Zwischen 1926 und 1973 wurde unter dem Mantel der halbstaatlichen, heute noch aktiven Stiftung Pro Juventute angegliederten Institution versucht, in der Schweiz die Fahrenden als Minorität zum Verschwinden zu bringen. Verfolgt wurde dies durch das systematische Zerschlagen der Familienstrukturen, die Verunmöglichung der angestammten Lebensweise, die administrative Verwahrung, Einweisungen in die Psychiatrie und Zwangssterilisationen.

## Handlung
Die jenische Familie Kessel hilft im Herbst 1939 zusammen mit einer deutschen Sintifamilie einem Bauern im Allgäu bei der Ernte. Mit dem Beginn des Zweiten Weltkriegs konfrontiert, gelingt es ihnen sich in die von ihnen als Heimat angesehene Schweiz abzusetzen. Dort jedoch werden Jana und Django, die Kinder der Familie, ihren Eltern auf Initiative des «Hilfswerks Barmherzigkeit den Vagantenkindern», das sich die Sesshaftmachung der Jenischen zum Ziel gesetzt hat, weggenommen. Nach Kriegsende lebt Jana als Pflegekind auf einem Hof der Familie Mauerhofer, wo sie lediglich die Funktion einer kostengünstigen Magd einnimmt. Da der Leiter des Hilfswerks, Dr. Schönefeld, jegliche Bestrebungen von Janas Eltern unterbindet, mit ihr wieder in Kontakt zu treten, glaubt Jana, dass ihre Eltern sie längst vergessen haben.

## Kritik
«Nach dokumentarischen Vorlagen in eine Spielhandlung verlegt, die zu gesellschaftlicher und sozialer Gewissenserforschung anregt und Grundsatzfragen unseres westlichen Sozialsystems stellt.»

## Auszeichnungen und Produktionsgeschichte
Der Film wurde im Mai 1992 in die Schweizer Kinos gebracht. Im August des gleichen Jahres erlebte er die internationale Premiere auf der Piazza Grande im Rahmen des Internationalen Filmfestivals von Locarno. Im gleichen Jahr erhielt der Film den grossen Preis der Jury und den für die Beste Darstellerin beim Filmfestival von Amiens, wurde im offiziellen Wettbewerb des Festivals von Montréal, als ‘special event’ beim Festival of India in New Delhi gezeigt. In Fort Lauderdale wurde das zu den Klassikern des neuen Schweizer Films zählende Werk zum best foreign picture erkoren.
Zum Zeitpunkt seiner Herstellung war Kinder der Landstrasse die bis dahin teuerste Schweizer Spielfilmproduktion. Er war ferner die erste offizielle Koproduktion der drei deutschsprachigen Länder Schweiz, Deutschland und Oesterreich. Der Autor, Schüler neben anderen von Frank Daniel, hat für die Erarbeitung des Drehbuches eine rein fiktive Grundstruktur gewählt, die durch die Ergebnisse ausführlicher Recherchen sowie die Resultate der Zusammenarbeit mit diversen Historikern und Vertretern des Fahrenden Volkes selbst ergänzt wurde. Zu diesem Team zählte unter anderem die jenische Schriftstellerin Mariella Mehr.